# Лузон
Лузон је највеће и политички најзначајније острво Филипина и једно од три острвске групе у земљи, друге две су Висаја и Минданао. Лузон као острвска група укључује острва Лузон, Батан, Бабујанска острва, Катандуанес, Мариндук, Масбате, Ромблон и Миндоро. Острво је први пут дошло у контакт са Шпанијом у касном 16. веку преко шпанских конкистадора, које су предводили Мартин де Гоити, Хуан де Салседо и Мигуел Лопез де Лагаспи који су стигли између 1570. и 1571. Лузон има површину од 104.688 km², што га чини седамнаестим острвом по величини на свету. На њему се налази главни град Филипина Манила, и највећи град Кезон Сити. Популација на острву је 48520774, из разних етничких група. На острву се налази највећа планина земље Пулаг, и најпознатији вулкан Мајон. Западно од Лузона се налази Јужнокинеско море (Лузонско море у Филипинским територијалним водама), на истоку Филипинско море, и на северу Лузонски мореуз. Са 53 милиона становника према подацима из 2015. године, садржи 52,5% укупног становништва земље и четврто је најнасељеније острво на свету.
Лузон се такође може односити на једну од три примарне острвске групе у земљи. Као такав, укључује копно Лузона, групе острва Батанес и Бабујан на северу, острва Полило на истоку и удаљена острва Катандуанес, Мариндукуе и Миндоро, између осталих, на југу. Острва Масбате, Палаван и Ромблон су такође укључена, иако се ова три понекад групишу са Висајска острва.

## Етимологија
Сматра се да име Лузон потиче од лусонг, тагалошке речи која се односи на одређену врсту великог дрвеног авана који се користио за љуштење пиринча. Истраживачка публикација Еулита Баутисте и Евелин Хавиер из 2008. године пружа слику лусонга, објашњавајући:
Традиционално млевење остваривано је током 1900-их тако што је маса ударана дрвеном тучком у каменом или дрвеном авану званом лусонг. Прва обрада скида љуску, а даља обрада уклања мекиње, али и ломи већину зрна. Даље витлање помоћу пладња од бамбуса (билао) одваја труп од зрна пиринча. Овај традиционални ручни рад, иако врло напоран, имао је за исход много ломљеног пиринча, захтевао је од два до три вешта мушкарца и жена да раде складно и заправо је био облик дружења међу младим људима у селима.
Луконија, је старо име острва Лузон на Филипинима, приказано на старим латинским, италијанским и португалским мапама као „Luçonia” или „Luconia”.